# Michael Hayden
Michael Vincent Hayden, född 17 mars 1945 i Pittsburgh, Pennsylvania, är en amerikansk militär och ämbetsman.
Michael Hayden var general i USA:s flygvapen, Han var också chef för Central Intelligence Agency 2006-2009. Innan dess var han chef för National Security Agency 1999-2005.
Han nominerades av George W Bush som Director of the Central Intelligence Agency efter att Porter Goss avgått.